# Ryszard Jabłoński (generał)
 Ryszard Jabłoński (ur. 16 marca 1951) – generał brygady Wojska Polskiego w stanie spoczynku, były dowódca 1 Dywizji Zmechanizowanej.

## Życiorys
Ryszard Jabłoński urodził się 16 marca 1951. W 1969 podjął studia jako podchorąży w Wyższej Szkole Oficerskiej Wojsk Zmechanizowanych we Wrocławiu. Promowany w 1973 na podporucznika. Służbę zawodową rozpoczął w kompanii reprezentacyjnej Wojska Polskiego, gdzie był do 1980. W latach 1980–1983 studiował w Akademii Dowódczo-Sztabowej w byłym ZSRR po ukończeniu której powierzono mu stanowisko dowódcy batalionu piechoty zmotoryzowanej w 1 pułku zmechanizowanym w Wesołej z 1 Dywizji Zmechanizowanej. W 1984 rozpoczął służbę na stanowisku starszego oficera, następnie szefa wydziału operacyjnego w Oddziale Operacyjnym Sztabu Warszawskiego Okręgu Wojskowego, gdzie był do 1993. W 1993 ukończył Podyplomowe Studium Operacyjno–Strategiczne w Akademii Obrony Narodowej w Warszawie i objął funkcję szefa wydziału operacyjnego, następnie szefa sztabu – zastępcy dowódcy 15 Dywizji Zmechanizowanej oraz zastępcy dowódcy 16 Dywizji Zmechanizowanej. W latach 2002–2005 był dowódcą 20 Brygady Zmechanizowanej w Bartoszycach.
15 sierpnia 2004 będąc dowódcą 20BZ został awansowany na stopień generała brygady przez Prezydenta Rzeczypospolitej Polskiej Aleksandra Kwaśniewskiego. W latach 2005–2007 pełnił służbę w Warszawie na stanowisku szefa Wojewódzkiego Sztabu Wojskowego. 12 lutego 2007 objął obowiązki zastępcy dowódcy 1 Dywizji Zmechanizowanej. 8 października 2009 powierzono mu dowodzenie 1 Dywizją Zmechanizowaną w Legionowie. 10 marca 2011 w związku z zakończeniem zawodowej służby wojskowej został pożegnany przez dowódcę Wojsk Lądowych gen. broni Zbigniewa Głowienkę, który wręczył mu kordzik honorowy Wojsk Lądowych. 16 marca 2011 przeszedł w stan spoczynku. 15 sierpnia 2011 w związku z zakończeniem służby wojskowej został uhonorowany pamiątkowym ryngrafem przez Prezydenta RP Bronisława Komorowskiego.

## Awanse
- podporucznik – 1973[1]

(...)
- generał brygady – 2004[4]

## Ordery, odznaczenia i wyróżnienia
- Krzyż Oficerski Orderu Odrodzenia Polski[7][8].
- Odznaka Skoczka Spadochronowego Wojsk Powietrznodesantowych – 1972
- Odznaka pamiątkowa 20 Brygady Zmechanizowanej – 2002 ex officio
- Odznaka pamiątkowa Wojewódzkiego Sztabu Wojskowego – 2005 ex officio
- Odznaka pamiątkowa 1 Dywizji Zmechanizowanej – 2009 ex officio
- kordzik honorowy Wojsk Lądowych – 2011[1]

i inne.